# Тонкая настройка Вселенной
Тонкая настройка Вселенной (от англ. fine-tuning) — концепция в теоретической физике, согласно которой в основе Вселенной и ряда её составляющих лежат не произвольные, а строго определённые значения фундаментальных констант, входящих в физические законы. В состав минимального списка этих фундаментальных мировых констант обычно включают скорость света (c), гравитационную постоянную (G), постоянную Планка (ℎ), массы электрона и протона {\displaystyle m_{e},m_{p}} и элементарный заряд (e).
Замечено, что изменение значения констант в пределах порядка или исключение одного из внутренних квантовых чисел ведёт к невозможности существования атомов, звёзд, галактик и жизни. В связи с этим возникают две проблемы:
- Все ли константы независимы друг от друга? Если нет, их количество можно уменьшить.
- Случайны ли наблюдаемые нами значения фундаментальных констант, или существуют неизвестные нам законы, делающие одни значения более вероятными, чем другие?

Концепция тонкой настройки Вселенной стала обсуждаться учёными, философами и теологами в первой половине 1970-х годов, хотя её отдельные аспекты затрагивались и ранее. Причина тонкой настройки неизвестна, существует лишь несколько гипотетических объяснений. Ряд учёных и философов (Пол Дэвис, Хью Росс, Ричард Суинбёрн и др.) полагает, что в основе существующих закономерностей лежит гипотетический разумный замысел. Другие учёные (Мартин Рис, Леонард Сасскинд, Виктор Стенджер, Игорь Новиков, Андрей Линде и др.) считают тонкую настройку случайным образованием в гипотетической мультивселенной. Суть этой гипотезы состоит в том, что существует огромное множество (не менее 10500) вселенных (или областей мультивселенной) со всевозможными значениями констант и начальных условий. И естественно ожидать, что среди этого множества наверняка найдётся и такая вселенная, где значения констант подходят для образования звёзд, галактик и жизни.
Существуют и другие предположения — в частности, более общая теория («теория всего») или космологический естественный отбор Ли Смолина. Философ Робин Коллинз, занимающийся вопросами взаимодействия религии и науки, предложил следующие три аспекта тонкой настройки Вселенной: настройка законов природы, настройка констант и настройка начальных условий Вселенной.

## Основные аспекты
Выдвинутая Полем Дираком гипотеза об изменчивости некоторых констант послужила толчком к многочисленным экспериментальным исследованиям, которые показали с большой точностью, что признаки изменения какой-либо из констант на протяжении цикла расширения Вселенной отсутствуют — кроме постоянной тонкой структуры и отношения масс электрона и протона, стабильность значений которых были подвергнуты сомнению. (Наблюдения линий поглощения в спектре далёкой галактики показывают, что отношение масс протона и электрона 7 млрд. лет назад отличалось от сегодняшнего не более, чем на 10–7). В 1980 году советский исследователь Иосиф Розенталь выдвинул постулат, который условно назвал принципом целесообразности. Его смысл заключался в том, что основные физические закономерности, наряду с численными значениями констант, являются не только достаточными, но и необходимыми для существования основных состояний материи (ядер, атомов, звёзд и галактик). По мнению Розенталя, «критичность существования» основных состояний позволяет выдвинуть сильные аргументы в пользу принципа целесообразности.
Современная проблема тонкой настройки задана вопросом: почему наша Вселенная является именно такой. Эта концепция утверждает, что если бы ряд параметров (физических констант и исходных характеристик в моделях Большого Взрыва) был бы слегка иным, то не могла бы возникнуть жизнь и всё многообразие в целом. Однако, вследствие существования так называемых свободных параметров, наша Вселенная не может быть описана исключительно в рамках общей теории относительности и квантовой механики: такие параметры, как, например, масса протона или гравитационная постоянная, были названы свободными, поскольку не могут быть выведены из принятой ныне теории и должны быть определены «вручную». Как считает Ник Бостром, тонкая настройка требует объяснения в той мере, в какой она соотносится с излишком свободных параметров и, в конечном счёте, с отсутствием простоты. В соответствующих предположениях часто применяется вероятностная логика и бритва Оккама.

### Трёхмерность пространства

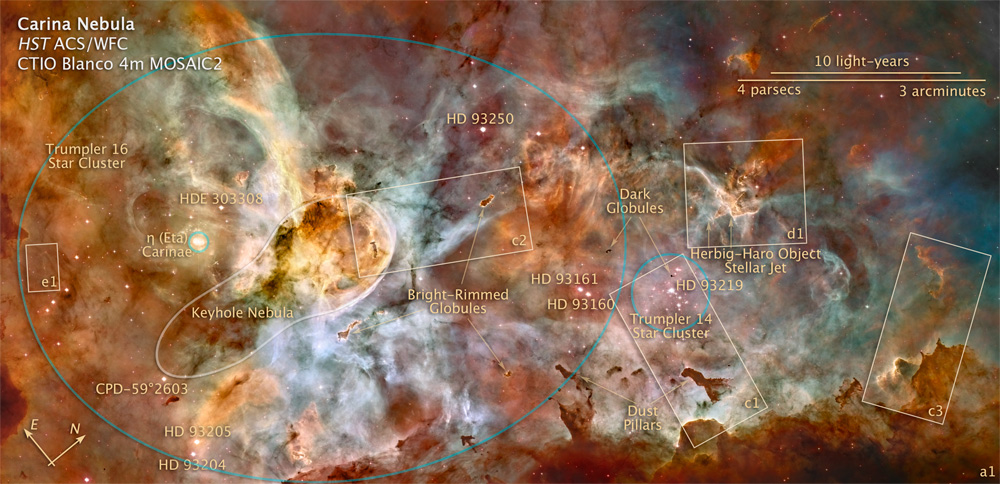
Туманность Киля, где в центральной области идёт бурное звездообразование, при котором газ и пыль сжимаются гравитацией в плотные тёмные глобулы. Звёзды осуществляют также локальный нагрев среды, предотвращающий её охлаждение при расширении пространства.

Уравнения, описывающие гравитационное или электрическое поле точечного источника, можно легко обобщить на случай пространства с другим числом измерений и найти их решения для этого случая. Как отмечает П. Дэвис, из этих решений видно, что в пространстве с n измерениями можно обнаружить закон обратной степени n−1. В частности, в трёхмерном пространстве n−1=2 и в нём справедлив закон обратных квадратов. В 1917 году Пауль Эренфест, решая уравнение Пуассона для потенциала электромагнитных сил в n-мерном пространстве, получил обобщение закона Кулона и подтвердил более раннее предположение Канта о том, что в трёхмерном пространстве «сила действия обратно пропорциональна квадрату расстояния». Эренфест обнаружил, что орбиты теряют свою устойчивость в четырёх и более пространственных измерениях. В четырёхмерном пространстве, например, где гравитационное поле Солнца будет действовать на планеты по закону обратных кубов, планеты, двигаясь по спиральным траекториям, довольно быстро упали бы на Солнце и были бы им поглощены.
Отмечено также, что в пространствах с чётным числом измерений не могут распространяться «чистые» волны. Поскольку за волной обязательно возникают возмущения, вызывающие реверберацию, чётко сформированные сигналы нельзя передавать, в частности, по двухмерной поверхности (например, по резиновому покрытию). Анализируя этот вопрос, английский учёный Джеральд Уитроу в 1955 году заключил, что высшие формы жизни были бы невозможны в пространствах чётной размерности, поскольку живым организмам для согласованных действий необходимы эффективная передача и обработка информации. В 1963 году было показано, что при числе измерений больше трёх атомные орбитали вокруг атомных ядер станут нестабильными и электроны либо упадут в атомное ядро, либо рассеются.

### Величины констант
Среди базовых физических констант, для которых были просчитаны изменения величин, можно выделить слабое взаимодействие и космологическую постоянную. Тогда как ядерные реакции обычно протекают быстро, малая величина слабого взаимодействия позволяет резко замедлить ядерные процессы в звёздах до порядка 5 миллиардов лет (в частности, в звёздах типа Солнца) и тем самым, как считается, создать необходимый срок для возникновения разумной жизни земного типа (посредством замедления протон-протонного цикла, чья скорость обеспечивает долгую жизнь звёзд). При этом величина слабого взаимодействия должна быть действительно малой для обеспечения стабильности нейтрона, но не слишком малой — в противном случае число образовывающихся в звезде нейтрино будет очень маленьким, а внешние слои взрывающихся звёзд не получили бы от нейтрино достаточной энергии для разлёта в космосе.
В научно-популярной книге «Мистер Томпкинс в Стране чудес» Георгий Гамов рассмотрел следствия изменения скорости света, гравитационной постоянной и постоянной Планка. Скорость света была уменьшена, тогда как значения двух остальных констант были увеличены. По этой причине велосипедист, например, при ускорении начнёт видеть значительно укороченные здания. Охотникам станет труднее отстреливать дичь, поскольку их позиции будут нестабильными из-за принципа неопределённости Гейзенберга.
| Следствия изменения некоторых физических параметров | Следствия изменения некоторых физических параметров                                                                                          | Следствия изменения некоторых физических параметров                                                  |
| Параметр                                            | При увеличении | При уменьшении                                                                                       |
| --------------------------------------------------- | --- | --- |
| Сильное взаимодействие                              | Невозможность образования водорода, нестабильность атомных ядер у многих жизненно важных химических элементов                                | Невозможность образования химических элементов тяжелее водорода                                      |
| Слабое взаимодействие                               | Излишек гелия во время Большого взрыва, избыток тяжёлых элементов в звёздах, невозможность взрывов сверхновых, невозможность появления жизни | Недостаток гелия при Большом взрыве, невозможность взрывов сверхновых, невозможность появления жизни |
| Гравитационная постоянная                           | Слишком горячие звёзды и их нестабильность                                                                                                   | Слишком холодные звёзды, исключающие возможность термоядерной реакции                                |
| Постоянная электромагнитного взаимодействия         | Недостаточно прочные химические связи, нестабильность элементов тяжелее бора                                                                 | Недостаточно прочные химические связи                                                                |
| Период полураспада бериллия-8                       | Слишком быстрый синтез тяжёлых элементов, ведущий к недостаточному их образованию для жизни                                                  | Невозможность образования углерода и некоторых других важных химических элементов                    |
| Уровень энтропии во Вселенной                       | Невозможность звездообразования в галактиках                                                                                                 | Невозможность образования протогалактик                                                              |

### Характеристики элементарных частиц
В стандартной модели бозон Хиггса, взаимодействуя с самим собой, испускает и поглощает частицы, энергия которых проявляется как масса. В рамках этой модели тонкая настройка необходима элементарным частицам для удержания их масс от поглощения масштабом Планка или более высокими энергиями объединения (проблема калибровочной иерархии). Этому было предложено несколько возможных объяснений (техницвет, суперсимметрия и др.), но все они пока не получили экспериментального подтверждения. Замечено также, что если бы у элементарных частиц отсутствовал спин, не было бы, в частности, электромагнитного и гравитационного взаимодействий. Отсутствие изоспина у адронов привело бы к отсутствию сложных стабильных ядер.
Для иллюстрации следствий тонкой настройки, однако, часто выбираются протон, нейтрон и электрон. Протон в 1836 раз массивнее, чем электрон, что влияет на орбиту электронов вокруг атомного ядра. Если это соотношение (β) было бы больше или меньше, это исключило бы возможность образования молекул. Было также подсчитано, что в случае существования распада протона звёзды растратят своё горючее в течение ста лет, что будет недостаточно для образования жизни. Изменение массы протона или нейтрона всего примерно на одну тысячную исходной величины привело бы к нестабильности атома водорода, наиболее распространённого элемента во Вселенной. При этом уменьшение массы нейтрона на 0,2 % приведёт к тому, что протоны в одиночном состоянии превращались бы в нейтроны, позитроны и нейтрино. Позитроны при этом аннигилировали бы с электронами, рождая жёсткое гамма-излучение и космическое пространство оказалось бы заполненным изолированными нейтронами, нейтрино, гамма-квантами и, возможно, небольшим числом стабильных лёгких ядер, что исключило бы возможность зарождения известных форм жизни. С другой стороны, увеличение массы нейтронов на доли процента привело бы к их превращениям в протоны даже внутри тех ядер, которые в нашем мире стабильны. Такие ядра разрывались бы электрическими силами, производя множество свободных протонов. Присоединяя электроны, они бы стали образовывать атомы водорода, что в итоге создало бы безжизненную водородную среду без комплексной химии. Изменение доли преобразующейся в энергию массы четырёх сливающихся в гелий нуклонов (с 0,007 до 0,006 или 0,008) также приведёт к неблагоприятным для жизни последствиям. При этом стабильным должен быть также и дейтерий, поскольку в противном случае не был бы возможен обычный путь образования элементов тяжелее водорода. Дейтрон является стабильным, поскольку нейтрону, как выразился И. Новиков, «энергетически невыгодно» распасться в дейтроне на протон, электрон и антинейтрино. Исключительно малая масса электрона по сравнению с другими элементарными частицами регулируется неравенством me<∆m. Увеличение массы электрона нарушило бы это неравенство, что привело бы к катастрофическим последствиям. В то же время для существования сложных структур необходимо неравенство ∆m<εсв+mе, требующее малую разность масс нейтрона и протона. По другим подсчётам, для объекта размером с человека изменение величины заряда электрона или протона на одну миллиардную долю привело бы к разрыву объекта силой электростатического отталкивания.

### Другие параметры

Для иллюстрации «подгонки» исходного значения плотности вещества во Вселенной (1 с точностью до одной стотриллионной) Митио Каку привёл пример карандаша, стоящего на острие грифеля несколько лет

Для существования атомов необходима, помимо прочего, квантовая механика, которая предотвращает нарушения орбит электронов, например, при взаимодействии атомов. В целом, по Хокингу, если значение плотности вещества ρ0 (где 0 — указание на то, что все величины относятся к нашей эпохе) в стандартной модели Вселенной существенно отличается от ρ0с, то во Вселенной должны развиваться анизотропные возмущения. Однако, поскольку наблюдения свидетельствуют о высокой изотропии Вселенной, то в нашей Вселенной выполняется соотношение ρ0~ρ0с. При этом, если ρ0≪ρ0с, то расширение частей Вселенной друг относительно друга будет происходить слишком быстро для образования устойчивых образований галактического типа; если же ρ0≫ρ0с, то время жизни Вселенной оказывается слишком малым для развития в ней высокоорганизованной материи. Определённая величина тёмной энергии также является одним из свойств, «подогнанных» для существования звёзд и галактик: по мнению Стивена Вайнберга, проблема космологической константы — «чрезвычайно точная настройка, более того, её нельзя рассматривать как простую случайность».
Существование белковой жизни зависит также от процессов образования углерода, который в настоящее время является единственным природным элементом, способным формировать из цепочек атомов молекулы почти неограниченной длины, что необходимо для образования ДНК, РНК и белков. Весь углерод во Вселенной, как считается, сформировался внутри звёзд и был распылён по пространству их взрывами.
Простейший путь слияния двух альфа-частиц для образования сложных элементов вроде углерода крайне неэффективен, поскольку реакция 2He4{\displaystyle \rightarrow }Be8 приводит к появлению нестабильного нуклида бериллий-8. Поэтому была выдвинута гипотеза о том, что основной формой образования сложных элементов является тройная гелиевая реакция ЗНе4{\displaystyle \rightarrow }С12. Если же реакция происходит с образованием основного состояния ядра углерода-12, то её скорость мала. В 1953 году Фред Хойл предсказал существование энергетического уровня ядра углерода-12 с энергией 7,7 МэВ, необходимого для не слишком низкой скорости тройной гелиевой реакции, и пришёл к выводу, что Вселенная есть «результат спланированного действия». При смещении или отсутствии этого уровня все элементы с Ζ>2 имели бы ничтожное относительное содержание. В противоположном гипотетическом варианте — существовании стабильного бериллия-8 — реакция 2He4{\displaystyle \rightarrow }Be8 происходила бы так бурно, что существование звёзд главной последовательности заканчивалось бы на гелиевом цикле. Однако, как отмечает астрофизик Джейсон Лисли, модель Большого Взрыва может объяснить существование лишь трёх лёгких элементов — водорода, гелия и следовых количеств лития. В настоящее время считается, что тяжёлые элементы образовались в центрах звёзд посредством ядерного синтеза и были затем рассеяны взрывами сверхновых. Это предположение связано, однако, с определёнными трудностями ввиду того, что до сих пор не найдены звёзды третьего населения и звёзды, состоящие только из вышеупомянутых трёх лёгких элементов.

## Возможные объяснения

### Более общая теория
Вполне возможно, что большое количество физических констант, от «правильных» значений которых зависит существование жизни, подобной нашей, является всего лишь следствием более общей, ещё неизвестной нам физической теории. Когда эта теория будет построена, она вскроет механизмы, благодаря которым константы принимают своё значение, и объяснит, почему константы имеют именно такое значение, а не какое-то другое. Возможно, константы имеют такое значение, потому что они и не могут быть другими в принципе. Наиболее подходящими кандидатами, способными сократить количество свободных параметров и предполагающими единственность Вселенной, являются теории суперструн, но и они, как считается, требуют наличия определённой тонкой настройки. Хотя ландшафт теории струн однозначно задаёт весь набор физических констант, в том числе — характеристик элементарных частиц, в настоящий момент существует проблема выбора и обоснования выбора именно того «ландшафта», который будет описывать нашу вселенную. Данная проблема получила название «проблемы ландшафта».
В качестве других известных альтернативных объяснений были предложены единая нелинейная теория Гейзенберга и теория Планка, где значения всех констант определяются исключительно константами G, ħ и c. Нелинейная теория, однако, натолкнулась на существенные затруднения (неперенормируемость, трудности с описанием слабого взаимодействия и др.), в то время как теория Планка не нашла конкретного воплощения.

### Мультивселенная
Идее более общей теории, как отмечает Пол Дэвис, противостоит теория мультиверса, или мультивселенной. Идея заключается в том, что возможно существование большого числа вселенных с различными физическими константами. Также есть «экзотическая» теория о том, что фундаментальные константы могут медленно изменяться в пространстве и времени, поэтому вместо дискретных вселенных существуют отдельные «островки» с «правильными» значениями квази-констант, на одном из которых мы сейчас и находимся. Например, ландшафт теории струн или М-теории допускает существование не менее 10500 различных вакуумов, отличающихся друг от друга способами компактификации дополнительных пространственных измерений и другими параметрами. В этих вакуумах будут разные законы физики, параметры элементарных частиц и фундаментальные константы. Можно ожидать, что среди огромного набора вселенных (или областей одной Вселенной) с разными значениями констант наверняка найдётся такая вселенная (или область), чей набор констант подходит для возникновения жизни. Именно в этой области жизнь и возникла. Поэтому мы и наблюдаем вокруг себя Вселенную со значениями констант, подходящими для возникновения жизни.
Научный редактор журнала «Вокруг света» Александр Сергеев в своей статье «Вселенная для человека?» пишет, что идея мультивселенной является «наиболее естественным объяснением тонкой настройки Вселенной». Однако он также отмечает, что самый существенный недостаток теории — сложность экспериментальной проверки, из-за чего эта теория была поначалу скептически воспринята научным сообществом. В случае с мультивселенной необходимо также учесть эффект избирательности наблюдения, который, как показал Бостром, даёт серьёзные теоретические осложнения.
Нередко идею мультивселенной отождествляют с антропным принципом: «само существование человечества свидетельствует, что законы нашей Вселенной ему благоприятствуют». Хотя сам принцип при беглом прочтении может показаться тавтологией или трюизмом, на самом деле он как раз указывает на возможность существования большого числа вселенных с различными физическими законами, предполагая, что если их достаточно большое число, то хотя бы в одной из них получатся именно те параметры, которые позволят нам существовать и наблюдать вселенную.
В 1980 году американский физик Алан Гут предложил принципиально новую модель (по сравнению с моделью горячей вселенной) — инфляционную модель Вселенной. В процессе её доработки и изучения (в частности, при создании теории хаотической (вечной) инфляции) стало ясно, что развитие по этой модели неизбежно приводит к появлению мультивселенной. В этой модели «инфляция» является как раз тем, что даёт возможность реализоваться всем ложным вакуумам, которые возможны. При этом, как отмечает автор журнала прикладной механики Алексей Левин, конкретный набор параметров в каждой вселенной вполне может определяться уже упомянутой струнной теорией (или M-теорией).

### Космологический естественный отбор
Ещё один вариант объяснения «тонкой настройки» — это теория космологического естественного отбора, предложенная физиком-теоретиком Ли Смолиным в книгах «Жизнь космоса» и «Возвращение времени» и напоминающая дарвиновскую теорию эволюции. Основная идея Смолина состоит в том, что законы физики должны меняться (эволюционировать) со временем. В качестве одного из возможных сценариев того, как это может происходить, он предложил следующую модель. Всякий раз, когда в какой-то вселенной возникает чёрная дыра, то есть сингулярность, из этой сингулярности путём Большого взрыва рождается новая вселенная (но в своём пространстве-времени, а не в исходном). При возникновении новой вселенной ей передаются «по наследству» законы физики и значения фундаментальных констант вселенной-предка, но с небольшими случайными «мутациями», то есть отклонениями от исходных значений. Те вселенные, чьи законы физики не позволяют образовываться устойчивым системам (атомам, звёздам, вращающимся вокруг них планетам и т. д.), вследствие этого не формируют чёрные дыры, а значит, не оставляют «потомства». И наоборот, те вселенные, чьи законы физики позволяют образовываться, например, звёздам, вырабатывающим углерод, производят много чёрных дыр, а значит, и вселенных-потомков, которым передают по наследству свои законы физики. Таким образом идёт космологический естественный отбор вселенных по способности формировать макроскопические тела, звезды, углерод, а значит и жизнь.
Например, чтобы могли образоваться чёрные дыры, должны образоваться устойчивые звёзды. Для этого пространство должно иметь три макроскопических (не компактных) измерения, Вселенная должна просуществовать достаточно долго. А чтобы этих чёрных дыр произвелось как можно больше, Вселенная должна быть ещё и достаточно большой. Если бы звёзды не могли производить углерод, то они не могли бы превращаться в чёрные дыры, а значит, в ходе космологического естественного отбора законы физики должны настроиться и на производство углерода. И так далее. Другими словами, получается, что те свойства Вселенной, которые нужны для образования как можно большего числа чёрных дыр, подходят и для развития жизни. Таким образом, свойства Вселенной в ходе космологического естественного отбора настроились для формирования чёрных дыр, а возможность возникновения жизни — «побочный эффект» этого процесса.
По мнению Смолина, его модель лучше, чем антропный принцип, объясняет «тонкую настройку Вселенной», необходимую для появления жизни, так как имеет два важных преимущества.
1. В отличие от антропного принципа, модель Смолина имеет физические следствия, которые поддаются проверке наблюдениями. Смолин утверждает, что наблюдения уже много раз могли бы опровергнуть его теорию, но пока что этого не произошло.
2. Жизнь во множественных вселенных возникает не случайным образом, а закономерно: больше «потомков» в ходе отбора имеют те вселенные, параметры которых приводят к возникновению большего числа чёрных дыр, и эти же параметры, по предположению Смолина, благоприятствуют возможности зарождения жизни.

### Разумный замысел
Средневековый теолог, смотревший в ночное небо глазами Аристотеля и видевший ангелов, двигающих в гармонии сферы, стал современным космологом, который смотрит в то же небо глазами Эйнштейна и видит десницу Божью не в ангелах, а в константах природы…
В 1990 году вышла работа Ричарда Суинбёрна «Аргумент от тонкой настройки Вселенной» (англ. Argument from the Fine Tuning of the Universe), где была предложена теистическая трактовка тонкой настройки на основе вероятностной теоремы Байеса. Суммируя одно из предположений Суинбёрна, философ Уильям Крейг привёл пример расстрельной команды из ста снайперов, после залпа которой заключённый остаётся в живых. Развивая этот мысленный эксперимент, Росс отмечает, что заключённый «может приписать сохранение своей жизни невероятному везению, но намного разумнее предположить, что ружья были заряжены холостыми патронами, или что снайперы намеренно стреляли мимо».
Однако математик Майкл Икеда и астроном Уильям Джефферис в своей статье «Антропный принцип не поддерживает сверхъестественность» (англ. The Anthropic Principle Does Not Support Supernaturalism) математически доказывают, что наличие тонкой настройки является скорее аргументом против теории разумного творения и поддержания жизни (т. н. аргумент Икеды — Джеффериса). Из доказанной ими теоремы следует, что в том случае, когда законы природы благоприятны для существования и/или возникновения жизни, вероятность вмешательства в эти процессы некоего «разумного творца» ниже, чем в случае произвольных законов природы, при которых жизнь всё же существует (потому что в первом случае во вмешательстве творца меньше необходимости). К этому выводу можно прийти чисто логическим путём, без математики, что было сделано Джоном Стюартом Миллем в работе «Теизм» (1874). Стоит заметить, однако, что этот аргумент касается лишь предположительных вмешательств творца в процессы зарождения и/или существования жизни в уже существующей Вселенной при уже заданных в ней законах природы и значениях констант, но не относится к вопросу о том, каким путём возникли сами эти законы природы и как фундаментальные физические константы приняли своё значение.

## Критика
По мнению американского физика Виктора Стенджера, тонкость настройки нашей Вселенной сильно преувеличена: хотя по отдельности менять фундаментальные константы довольно опасно, при их совместном изменении могут получаться вполне пригодные для жизни миры. Считая, что свойства материи в масштабах от атомов до звёзд в первом приближении определяются всего четырьмя константами (сильным взаимодействием, электромагнитным взаимодействием, массой протона и массой электрона), Стенджер в 2000 году написал и разместил в интернете программу «Обезьяний бог». Программа, позволяющая вручную или случайно задавать четыре константы и узнавать получившиеся параметры, показала, что область антропных параметров не так мала, как считается.
Американский философ Джон Ирмен в свою очередь отмечает: «Перечисление различных путей, какими вселенная тонко настроена на жизнь, распадается на две части. К первой относится, например, то, что миниатюрное изменение сильного ядерного взаимодействия означало бы отсутствие сложных химических элементов, необходимых для жизни… Ко второй — например, то, что изменение плотности энергии… на столь малую величину, как 10−5 от критической плотности (соответствующей плоской вселенной) означало бы либо то, что она была бы замкнутой и вновь коллапсировала миллионы лет назад, либо что она была бы открытой с пренебрежимо малой — к сегодняшнему дню — плотностью энергии. По поводу этой второй категории нам незачем приходить в волнение… Она, скорее, указывает на возможный дефект стандартного сценария „горячего Большого Взрыва“, состоящий в недостаточной устойчивости объяснения, — дефект, который новый сценарий расширяющейся вселенной обещает преодолеть, показав, каким образом экспоненциальное расширение вселенной на ранней стадии может превратить достаточно произвольные начальные условия в ныне наблюдаемое состояние… Не очевидно также, что недоумение является подходящей реакцией на первую категорию. Подходящим противоядием могла бы быть мягкая форма сатиры. Представьте, если хотите, изумление земляного червя, обнаружившего, что если бы постоянная теплопроводности грязи отличалась бы от реальной на небольшую долю, он не смог бы выжить».

## Комментарии
1. ↑  Использование термина в русских источниках см., например, в: М. Вартбург, «Мы и наша Вселенная — не уникальны?», А. Виленкин, «Одна Вселенная или множество?», С. Ильин, «До чего доведёт „распирание“ Вселенной?», С. И. Некрасов, Н. А. Некрасова, «Идеи детерминизма и глобального эволюционизма: антагонизм или взаимообусловленность?», Е. Солодова, «Тайна оптимизма».